# Marcel (Wietrow)
Marcel, imię świeckie Gierman Giennadjewicz Wietrow (ur. 8 czerwca 1952 w Mineralnych Wodach, zm. 14 marca 2019) – rosyjski biskup prawosławny.

## Życiorys
W 1970 rozpoczął naukę w seminarium w Leningradzie. Po uzyskaniu jego dyplomu kontynuował studia teologiczne w Leningradzkiej Akademii Duchownej, którą ukończył w 1978. W czasie nauki, w 1973, złożył wieczyste śluby zakonne, po czym przyjął święcenia diakońskie. W 1976 został hieromnichem. W latach 1976–1977 studiował teologię w Bossey. Po uzyskaniu dyplomu kandydata nauk teologicznych został zatrudniony jako wykładowca w Leningradzkiej Akademii Duchownej i w seminarium duchownym w tym samym mieście. Od 1995 był również proboszczem parafii przy soborze Fiodorowskiej Ikony Matki Bożej w Carskim Siole.
27 września 2006 w soborze Kazańskiej Ikony Matki Bożej w Petersburgu miała miejsce jego chirotonia na biskupa peterhofskiego, wikariusza eparchii petersburskiej. W 2013 jego tytuł uległ zmianie na biskup carskosielski.
Zmarł w 2019 r.